# BACK-ON
BACK-ON（バックオン）は、日本のミクスチャー・ロックバンド。2002年結成。2005年、cutting edgeよりメジャーデビュー。

## メンバー
- TEEDA（ティーダ）

MC担当。1984年12月28日生まれ。A型。英語が堪能。東京都出身。
- KENJI03（ケンジスリー）

MC、ボーカル、ギター担当。1984年9月25日生まれ。O型。千葉県出身。
台湾人（台湾原住民のタイヤル族）の母親と日本人の父親の日台ハーフ。中国語が堪能で、台北日本人学校の小学部で半年間勉強 したこともある。音楽を始めた当時から「AIR（車谷浩司）」が憧れのギターボーカルだと各種メディアで発言している。妻は歌手の倖田來未。他アーティストへの楽曲提供などで活動する場合は、Hi-yunk（ハイユンク）名義で行うことが多い。

### 元メンバー
- MACCHIN（マックチン）

ドラム担当。1977年10月3日生まれ。バンド結成時からのメンバー。2006年12月14日、渋谷club asia「流[ryu] TOUR FINAL」のアンコールのみの演奏が最後のステージとなり同日付で脱退。アンコール部分がMACCHINのために行われた事実上の引退ライブであった。現在は有吉やマツコの番組を始め、多数のメディアに度々取り上げられる、築地の人気老舗蕎麦屋「長生庵」の二代目店主。
- ICCHAN（イッチャン）

2代目ドラム担当。1985年10月2日生まれ。東京都出身。2011年10月14日付BACK-ONオフィシャルブログにて脱退を発表。
- SHU（シュウ）

ギター担当。1984年10月24日生まれ。東京都出身。2017年5月26日、恵比寿LIQUIDROOM『BACK-ON 15th Anniversary Live - Ultimate Thanks -』公演をもって脱退した。
- GORI（ゴリ）

ベース担当。1984年6月13日生まれ。東京都出身。2017年5月26日、恵比寿LIQUIDROOM『BACK-ON 15th Anniversary Live - Ultimate Thanks -』公演をもって脱退した。

## 概要
2002年に、地元足立区の幼なじみ、MCのTEEDA、MC/ギターボーカルのKENJI03、ギターのSHU、ベースのGORIと、ドラムのMACCHINの5人で結成。のちにオリジナルメンバーでドラムのMACCHINが脱退し、2007年にドラムICCHANが加入、約5年間の活動後 2011年10月14日に脱退を発表。その後新メンバーを加入する事なく、メンバー4人とサポートドラムの体制で活動していたが、2017年にSHUとGORIが脱退。現在はTEEDAとKENJI03の2人で活動している。
バンド名の名付け親はRIZEのJESSE。一部で漢字で爆音と当て字をすることもある。
GReeeeNとコラボレーションした、音楽ユニット『BAReeeeeeeeeeN』が2008年10月1日に発売したシングル「足跡」で、オリコン週間シングルチャート7位を記録。発売日までメンバー構成を伏せていた為、カシオ計算機『EXILIM』、麒麟麦酒『キリンスム-ス』のテレビCM同時タイアップとUSENにて先行大量On Airされると、メンバーの正体が誰なのか様々な憶測を呼び話題となり、問い合わせが殺到。CD発売の3週間前にして「レコ直♪ 着うたランキング」「USEN総合チャート」で1位を獲得。BACK-ONの知名度を上げるきっかけとなった。
バンドのコンセプトは「光」と「風」であり、『「光」は希望の光、「風」は迷ったり、一歩踏み出せない人たちの背中を押す追い風』である。
ライブ活動は日本だけでなく、アメリカ、台湾、ドイツ、カナダ、ブラジル、メキシコ、フランス、オランダ、シンガポール、マレーシア、インドネシア、フィリピン、香港、中国本土のフェスなどに出演、アジア、アメリカ、ヨーロッパ、南米と世界各所から出演オファーが毎年常に届き、海外からも音楽性とライブパフォーマンスで高い評価を得ている。
2014年12月17日に発売された15thシングルCD「セルリアン/Silent Trigger」がオリコン週間シングルチャート10位にランクインし、BACK-ON単独名義では初のオリコン週間TOP10入り。
2024年2月7日に発売された、16thシングルCD「CHEMY×STORY」が、オリコン週間シングルチャート5位にランクイン。
2018年9月29日より、中国語セルフカバー「黑色小丑 ～Clown～」が2018年１０月２６日より、「夢想～Carry on～」が、中華圏の配信サブスクリプションサービスにて配信開始し、本格的に中華圏での活動を広げている。
『東方神起』、『Kis-My-Ft2』、『SUPER EIGHT』や『lol 』などのアイドルグループや、『EXILE』、『LiSA』、テレビアニメ『ONE PIECE (アニメ)』。主題歌など、幅広いジャンルに楽曲提供を行っている。

## 主な経歴
- 2006年
  - 6月7日に発売された1st.シングル、「Chain」がTVアニメ『エア・ギア』のオープニングテーマとして抜擢される。
- 2007年
  - 3月28日に発売されたOVA『MURDER PRINCESS』のオープニングテーマとして、「ヒカリサスホウ（FK Metal ver.）」（未発売）が抜擢される。後に、ミニアルバム「NEW WORLD」に「ヒカリサスホウ（NEW WORLD ver.）」が収録されるが別アレンジ。
  - 4月27日にアメリカ、テキサス州で開催された、『ANIME MATSURI 2007』にゲスト出演。（このライブの模様は、PV「BLAZE LINE」で見ることが出来る。）
  - 6月6日に発売された2ndシングル、「BLAZE LINE / a day dreaming...」がTVアニメ『アイシールド21』のオープニング&エンディングテーマとして抜擢される。
  - 7月27日から3日間台湾、台北で開催された台湾のフジロック的ロックフェスティバル『FORMOZ FESTIVAL』中国語名『野台開唱』に、2番目に大きいステージ「風舞台」の初日ヘッドライナーとして最終出演。初日は5万人の来場者を動員。
  - 8月18日にカナダ、バンクーバーで開催された『ANIME EVOLUTION 2007』にゲスト出演。
  - 9月19日に発売された3rdシングル、「flower」が2期連続でTVアニメ『アイシールド21』のエンディングテーマとして抜擢される。また、2009年BAReeeeeeeeeeNのシングル「足跡」発売にともない、再発された代表曲の一つ。
  - 9月19日に発売された4thシングル、「Butterfly」がTVドラマ『新宿スワン』の主題歌として抜擢される。「flower」と同時発売された。
  - 11月13日から3日間アメリカ、ヴァージニア州アーリントンにて開催された『ANIME USA』にゲスト出演。
- 2008年
  - 5月21日に発売された5thシングル、「Sands of time」が「窪田正孝」主演のTVドラマ『ケータイ捜査官7』のエンディングテーマとして抜擢される。関連商品のバンダイ「DX フォンブレイバー7」TV-CM、SoftBank「フォンブレイバー 815T PB」商品PVにも起用される。
  - 10月1日にBACK-ON、GReeeeN、High Speed BoyzのJINとのコラボレーション音楽ユニット『BAReeeeeeeeeeN』で発売したシングル「足跡」がオリコン週間シングルチャートで7位を記録。
  - 1月28日に発売された6thシングル「flyaway」が、ゲーム『テイルズ オブ ザ ワールド レディアント マイソロジー2』の主題歌・挿入歌として抜擢され、オリコンデイリーシングルチャートで最高位4位を記録。
- 2009年
  - 6月10日にヨーロッパでアルバム「YES!!!」が[EU edition]として海外流通で発売。
  - 8月7日に夏のロックフェスティバル『SUMMER SONIC』大阪会場の「GARDEN STAGE」に出演。
  - 9月19日にドイツ、カッセルにて開催されたアニメフェス『Connichi』にゲスト出演。
  - 9月26日に東京、日比谷野外大音楽堂にて開催された、『HIPS vol.9』に出演。その他出演者に清水翔太、SEAMO、HOME MADE 家族が出演。
  - 12月26日から2日間、初の単独海外ツアーを台湾の台北、台中で開催。オープニングアクトに台湾のロックバンド、OVDSが参加。
- 2010年
  - 1月27日に発売された7thシングル「Tomorrow never knows」が、『ダイドーブレンド & デミタス』ダイドー缶コーヒーのCMソングに抜擢される。
  - 4月2日から3日間アメリカ、テキサスにて開催された『Anime Matsuri』にゲスト出演。（このライブの模様は、PV「TELL ME」で見ることが出来る。）
- 2011年
  - 1月19日に発売された8thシングル「TELL ME」が、『ららぽーと 福袋&バーゲン 2011』のCMソングに抜擢される。
  - 2月9日に発売された9thシングル「with you feat.Me」が、前作に続きゲーム『テイルズ オブ ザ ワールド レディアント マイソロジー3』の主題歌・挿入歌として抜擢され、オリコンデイリーシングルチャートで最高位5位を記録。
  - 8月17日に発売された10thシングル「Connectus and selfish」の収録曲「We are...」が、テレビ朝日系「東北笑顔プロジェクト」TV-CMのテーマソングに抜擢。
- 2012年
  - 3月28日に発売された男性アイドルグループ、Kis-My-Ft2のアルバム『Kis-My-1st』の収録曲「タビダチノウタ」で楽曲提供。
  - 5月9日に発売された11thシングル「Ice cream」が映画『悪の教典』劇中歌とテレビ朝日系バラエティー番組『今ちゃんの「実は…」』のエンディングテーマに抜擢。
  - 8月4日、『a-nation musicweek BAND NATION』に出演。
  - 9月11日に配信開始されたGREEソーシャルゲーム『テイルズ オブ カード エボルブ』に「Brand new story」をイメージソングとして楽曲を書き下ろす。
  - 12月22日に国立代々木競技場第一体育館にて開催された、『MUSIC FOR ALL, ALL FOR ONE 2012』に出演。新曲 ｢愛言葉 ～この世界の中で君に出会えたキセキ～｣が初披露された。
- 2013年
  - 3月23日、『Isle of MTV Miyakojima』に出演。
  - 7月31日に発売された、テレビアニメ『ONE PIECE』の主題歌「HANDS UP!」（歌・新里宏太）を楽曲提供。また、同曲を歌い「第55回輝く!日本レコード大賞」の最優秀新人賞を新里宏太が受賞。
  - 8月10日、『MTV ZUSHI FES 13 supported by RIVIERA』に出演。
  - 9月13日から3日間アメリカ、ワシントンDCにて開催された『Anime USA 2013』にゲスト出演。
  - 11月6日に発売された12thシングル「ニブンノイチ/INFINITY」がTVアニメ『ガンダムビルドファイターズ』のOPテーマと、ゲーム『ガンダムブレイカー』のオープニングテーマで、ガンダム関連作品に2曲同時に抜擢される。
  - 11月8日から3日間アメリカ、ロサンゼルスにて開催された『PMX』にゲスト出演。
  - 12月23日に国立代々木競技場第一体育館にて開催された、『MUSIC FOR ALL, ALL FOR ONE 2013』に出演。
- 2014年
  - 3月5日に発売された男性アイドルグループ、Kis-My-Ft2のシングル『光のシグナル』のカップリング収録曲「Crush! Crush! Crush! 」で楽曲提供。
  - 3月12日に発売された13thシングル「wimp ft. Lil'Fang (from FAKY)」がTVアニメ『ガンダムビルドファイターズ』の2期オープニングテーマ曲として1期オープニングテーマ曲に続けて抜擢される。また、カップリング曲の「Around the world」が携帯アプリゲーム『SDガンダム GGENERATION FRONTIER』のCM挿入曲として、こちらも異例の2作連続でガンダム関連作品に2曲同時に抜擢される。前作「ニブンノイチ」が収録されたシングル「ニブンノイチ / INFINITY」が集計期間わずか3週間で「mora年間ダウンロードランキング」の「アニソン アルバム部門」で9位にランクインした事が、2期連続起用された要因の1つとされている。「wimp ft. Lil'Fang (from FAKY) 」はamazon MP3 ロックベストセラーランキングにて1位獲得。また、iTunes ロックジャンルランキングでも1位を獲得し配信チャートにて好成績をおさめる。その影響もあり、前作「ニブンノイチ」も同時期に6位へ急上昇し、1位と6位に2作同時に楽曲がiTunes ロックジャンルランキングのベスト10内にランクイン。
  - 7月30日に発売された、14thダブルA面シングル「Departure/STRIKE BACK」の「Departure」が『日本工学院専門学校』の2014年度CMソングに、「STRIKE BACK」がテレビ東京系アニメ『FAIRY TAIL』新シリーズ第2期オープニングテーマ曲に抜擢される。
  - 7月4日から9月26日までの3ヶ月間『Fm yokohama 84.7』にて、毎週金曜レギュラーラジオ番組「トレセンバラエティ「Blah! Blah! Blah!」」が放送された。
  - 7月26日にブラジル、サンパウロで開催された『Animefriends』にゲスト出演。
  - 7月27日にブラジル、フォルタレーザで開催された『SANA』にゲスト出演。空軍の空港滑走路に作られた特設ライブ会場に6000人を動員。
  - 9月13日に台湾、台北で開催された『a-nation taiwan』に出演。
  - 10月5日に『赤坂BLITZ』にてワンマンライブ「BACK-ON LIVE 2014 〜RELOAD〜」開催。
  - 12月17日に発売される15thシングル「セルリアン/Silent Trigger」から「セルリアン」が、TVアニメ『ガンダムビルドファイターズトライ』のオープニングテーマ曲に抜擢される。前作『ガンダムビルドファイターズ』から、ガンダムシリーズでは異例の3度連続で主題歌を担当。レコチョクにて先行配信され、邦楽ロック部門週間ランキング1位を獲得。デイリーランキングでは、アニメ部門&邦楽ロック部門で1位になり、2冠を獲得。iTunesのロックカテゴリーランキングでも1位を獲得。その他、Amazon MP3、moraなど主要配信チャートで好成績をおさめる。更に「Silent Trigger」も2作連続で、「ガンダムブレイカー2」のオープニングテーマに抜擢される。また、オリコンウィークリーランキングにて10位を獲得し、同バンド名義では初のオリコン週間TOP10入り。
- 2015年
  - 4月2日から北海道を皮切りに全国ツアーとワールドツアーを同時進行で開始。
  - 4月11日から2週末にわたり4日間、メキシコのグアダラハラ、メキシコシティで開催された『J-fest Expo』に出演。
  - 5月23日アメリカ、カリフォルニアで開催された、『FanimeCon 2015』に出演。『San Jose Civic』にてライブを実施。「FanimeCon」の単独アーティスト公演としては過去最大となる3,000人を動員し、カリフォルニアのコンベンションの歴史を塗り替える1日となった。
  - 5月27日公開の映画『新劇場版 頭文字D Legend2-闘走-』の主題歌に「リザレクション」が抜擢される。
  - 6月13日、オランダにて開催された「Anime 2015」に出演。13日に単独公演を開催し、2,000人を動員。「Anime 2015」は3日間で14,000人を動員した。
  - 6月20日、シンガポールにて開催された「GUNDAM DOCK AT SINGAPORE」に出演。
  - 6月21日、シンガポールにて開催された「CHARA EXPO」に出演。
  - 7月2日から4日間にわたり、フランスのパリにて開催された、欧州最大の日本文化とエンタメのイベント『Japan Expo』に初日と最終日に出演。最終日の出演時には、入場規制が掛かる中、会場に4,000人を動員。入場出来なかった観客が会場外に1,000人集まり、会場の内外に観客を5,000人動員した。2015年の『Japan Expo』ではBACK-ONがNo.1の観客動員数を記録し、改めて海外での人気の高さとパフォーマンスの高さを実証するライブとなった。
  - 7月15日と7月23日の2日間、アメリカ・ ボルチモアの「Baltimore Convention Center」にて開催された、北米最大級のアニメイベントの1つ「OTAKON MATSURI」にヘッドライナーとして出演。
  - 8月23日、マレーシアで開催された『visual arts expo 2015』出演。
  - 8月28日、さいたまスーパーアリーナにて開催された『Animelo Summer Live 2015 -THE GATE-』に出演。
  - 9月20日、滋賀県草津市烏丸半島芝生広場にて開催された、T.M.Revolution 西川貴教主催の『イナズマロックフェス 2015』に出演。
  - 10月17日、10月18日 に台湾・台北で開催された、Rockフェス 『ROCK BANDOH』に出演。
  - 11月27日にシンガポールで開催された、『AFA』に出演。
  - 11月29日に仙台Rensaで開催された、『FLOW』が主催する『Act Against AIDS 2015 in SENDAI』に出演。
- 2016年
  - 1月15日から3日間、千葉『幕張メッセ』で開催された、『東京オートサロン2016』に出演。
  - 3月3日に発売のゲーム「ガンダムブレイカー3」のオープニングテーマに「Mirrors」が起用され、前作、前々作に続き3度目の抜擢となり、ガンダムシリーズの楽曲提供は通算7回目となった。2016年3月2日発売のALBUM「PACK OF THE FUTURE」に収録。
  - 4月7日から10日まで、アメリカ・ピッツバーグにて開催される『TEKKO 2016』に出演。
  - 4月30日に、『Club Lizard Yokohama』にて、BACK-ONの「PACK OF THE FUTURE」ツアーに『FLOW』が出演し、ツーマンライブを開催。
  - 7月9日に、台湾、台北にて、7年ぶり2度目のワンマンライブを開催（オープニングアクト無しの完全単独ワンマンは初）。
  - 7月10日に、香港にて、初のワンマンライブを開催。
  - 7月22日に、東京 『渋谷CLUB QUATTRO』にてワンマンライブが開催された。
  - 8月5日に、カナダにて開催された『Otakuthon』に出演。
  - 8月5日に、テレビ東京系列で放送されたTVアニメ『ガンダムビルドファイターズトライ アイランド・ウォーズ』の主題歌に「The Last One」が抜擢。ガンダムシリーズの楽曲提供は通算8回目となる。
  - 10月1日から2日間にわたり、フィリピンで開催された、『COSPLAY MANIA 2016』に出演。
  - 11月19日に、東京『渋谷RUIDO K2』にて、ワンマンライブ「See You Again!!」を開催。この日を境に、日本国内でのライブ活動を休止し充電期間に入った。また感謝の気持ちを込め、ファンの為だけに書き下ろされた新曲「手紙」が演奏された。
- 2017年
  - 5月26日に、恵比寿『LIQUIDROOM』にて、結成15周年を記念した『BACK-ON 15th Anniversary Live - Ultimate Thanks -』を開催。この公演をもって、GORIとSHUはBACK-ONを脱退した。
  - 8月25日より配信が開始された『ガンダムビルドファイターズ GMの逆襲』の主題歌に「Carry on」が抜擢。ガンダムシリーズでは通算9回目の楽曲提供となり、ガンダムシリーズの楽曲提供アーティストでは最多。また同曲が二人体制になったBACK-ON初の楽曲となる。
  - 11月21日に、渋谷『TSUTAYA O-EAST』にて開催された、『Rock no Cocoro 10th Anniversary ”ONE STEP BEYOND”』 に出演。w/ MAN WITH A MISSION / Snot / BAND-MAID。同イベントが2人体制になって初のライブ。
  - 11月30日に、渋谷『CLUB ASIA』にて、2人体制になり初のワンマンライブ『WE BACK』を開催。
- 2018年
  - 4月28日より、台湾の台中インターコンチネンタル野球場で2日間にわたり開催されたロックフェスティバル『山海屯搖滾祭2018』に出演。
  - 5月25日より、カナダのトロントで3日間にわたり開催された『Anime North Compass』に出演。
  - 6月2日より、愛知・名古屋市栄地区にて2日間にわたり行われるサーキットイベント『SAKAE SP-RING 2018』に出演。
  - 6月9日から2日間にわたり、シンガポールで開催されたアジア最大級のゲームイベント『Asia Game Festival』に出演。
  - 6月15日から3日間にわたり、『横浜アリーナ』にて開催された『テイルズ オブ フェスティバル2018』に、17日のシークレットゲストで出演。
  - 7月28日から2日間にわたり、日比谷公園にて開催された『日本インドネシア国交樹立60周年記念 フェスティバルインドネシア』に出演。
  - 8月6日から3日間にわたり、仙台にて開催された『仙台七夕野音コンサート』に出演。
  - 8月24日から3日間にわたり、インドネシアにて開催された『Gelar Jepang Universitas Indonesia』に出演。
  - 9月29日より、中国語でセルフカバーした「黑色小丑 ～Clown～」がサブスクリプションサービス、網易雲音樂・KK BOX・friDay 音樂・MyMusic にて中華圏限定で配信開始。
  - 10月26日より、「夢想～Carry on～」がサブスクリプションサービス、網易雲音樂・KK BOX・friDay 音樂・MyMusic にて中華圏限定で配信開始。
  - 10月26日に、台湾、台北で開催された、「Asia Rolling Music Festival」 に出演。中国語セルフカバーの「黑色小丑～Clown～」と「夢想～Carry on～」をLIVEにて初披露された。
  - 10月27日に、台湾、「台湾大学総合体育館」にて開催された、台湾のミュージックアワード、第９回『金音創作獎』に出席。
  - 10月28日に、『六本木ヒルズアリーナ』にて開催された、『第31回東京国際映画祭』の連携イベント「TIFFプラス」の「JAMLAB. Presents JAPAN ANIME MUSIC SHOWCASE 2018」に出演。
  - 11月11日に、『渋谷WWW』にて、BACK-ON主催の対バンライブ「Bring the Noise Vol.1」を開催。w/あっこゴリラ、FAITH
  - 11月25日に、中国のテンセントQQ音楽生放送の人気音楽番組『YO!BANG 由你音乐榜』にSPECIAL LIVEで生出演。中国語セルカバー曲『夢想～Carry on～』を音楽番組にて初演奏。BACK-ON出演週のリアルタイム総視聴数は340万視聴を超え、ディレイ放送で上海東方テレビにて地上波放送された。今回が中国国内での初LIVE。
- 2019年
  - 1月12日に中国、『上海メルセデス・ベンツアリーナ The Mixing Room』にて、主催イベント「Bring the Noise -EXTRA CHINA-」を開催。
  - 2月11日に『Zepp DiverCity（TOKYO）』にて開催された、『キャラソンJAPAN』にゲストライブ出演。
  - 2月22日から3日間にわたり、香港で開催された『C3AFA HONG KONG』に最終日のメインステージ、メインアクトでゲスト出演。総来場者数は毎回約21万人を記録するアジア圏の人気フェス。
  - 3月17日から、4月7日まで、名古屋、仙台、大阪、渋谷の4 都市を回るワンマンライブツアー「CHOP KICK TURN TOUR」を開催。
  - 6月1日より、愛知県・名古屋市栄地区にて2日間にわたり行われるサーキットイベント『SAKAE SP-RING 2019』に出演。
  - 7月11日より、『東方神起』[8]。が歌う、テレビ朝日系で放送されるドラマ「サイン―法医学者 柚木貴志の事件―」の主題歌「ミーラズ」をKENJI03が作曲、編曲で楽曲提供。
  - 7月12日より、3日間にわたり、ブラジル、フォルタレーザで開催。『SANA』にゲスト出演。
  - 7月20日より、2日間にわたり、ブラジル、ジョアンペソアで開催。『Supercon』にゲスト出演。
  - 7月26日より、3日間にわたり、中国北京で開催。3日間の総来場者数が30万人を超える、中国国内最大級の音楽フェスティバル『张北草原音乐节（CHINA ZHANGBEI GRASSLAND MUSIC FESTIVAL）』に出演。
  - 7月31日発売のKAT-TUNのアルバム「IGNITE」収録の「Fly like a ROCKET」をTEEDAが作詞提供。
  - 8月13日より、3日間にわたり、愛知県・名古屋市にて行われたZIP-FM主催のサーキットフェス『ONE BIG PLATE NAGOYA 』に出演。
  - 8月31日より、2日間にわたり、フィリピン、マニラのSMX Convention Centerで開催された「The Best of Anime 2019」にゲスト出演。
  - 9月7日より、2日間にわたり幕張メッセイベントホールにて、ガンダムシリーズ40周年を記念して開催された『GUNDAM 40th FES."LIVE-BEYOND"』に出演。w/ LUNA SEA、西川貴教、May J.、SKY-HI、BiSH .etc...
  - 10月16日発売、『東方神起』[9]。が歌う、フジテレビ系で放送される第35回東日本女子駅伝 大会応援ソング「Hello」をKENJI03が楽曲提供。
  - 12月4日に新宿LOFTにて大阪☆春夏秋冬 とのツーマンライブ「choir loft Ⅳ -lila-」に出演。両アーティストがオープニング曲を担当したテレビアニメ「FAIRY TAIL 」の楽曲より、BACK-ONの「STRIKE BACK」（テレビ東京系アニメ『FAIRY TAIL 』新シリーズ第2期オープニングテーマ曲）をコラボして披露された。
- 2020年
  - 1月21日に、原宿ストロボカフェにて1月22日にデジタルミニアルバム「rebirth」リリースを記念して、メンバーによるトークイベントを開催。
  - 2月11日から、2月22日の渋谷O-WESTまで、東京、名古屋、大阪の3都市をまわる、東名阪ワンマンツアー＜rebirth TOUR＞を開催。
  - 4月26日より、2020年の15周年イヤーを機に、有料ファンコミュニティ「BACK-ON CLAN」を開設。
  - 6月14日に代官山SPACE ODDにて、BACK-ON主催イベント「Bring the Noise Vol.2」を開催。新型コロナウイルスの影響を受け、観客を入れず生配信になり、BACK-ONのワンマンライブへと変更。配信はファンコミュニティ「BACK-ON CLAN」にて全編、冒頭から30分をYouTube内のBACKONch にてライブ公開。ほぼシングル曲＋タイアップ曲でのセットリストだった。ラストのDepartureの間奏でGReeeeNとのユニットBAReeeeeeeeeeNの楽曲「足跡」のサビをライブ初歌唱したレアなライブとなった。
  - 8月7日から8月9日まで上海の国家会展中心にて開催された、3日間で延べ15万人の動員を記録しオンラインでは950万視聴された、大型イベント「BilibiliWorld 2020」にて、東京よりリモートライブ出演。BACK-ONの出演時は162万視聴されて注目を集めた。
  - 8月15日から16日まで、カナダのバンクーバーで開催されたオンラインフェスティバル「OTAKUTHON 2020」にオンラインライブ出演。
  - 8月29日に開催された、「a-nation online 2020」に出演。
  - ぎふチャン「ぎふサテ！」の10月エンディング曲に「Shall we dance」が起用され放送された。
  - 10月14日に発売された、LiSAの映画『劇場版 鬼滅の刃 無限列車編』主題歌「炎」のEPに収録されている楽曲、「Leopardess」をKENJI03が作曲、編曲で楽曲提供。
  - 10月30日より、3日間にわたり、スペイン、バルセロナで開催されたオンラインフェスティバル「MANGA BARCELONA」にオンラインライブ出演。
  - 11月21日より、配信開始した、14人体制の新体制でのEXILE 第一弾ニューシングルRED PHOENIX にKENJI03が作曲陣に加わり、楽曲提供。
  - 12月13日に、オンラインワンマンライブ、「Bring the Noise Vol.3」を開催。
- 2021年
  - 2月10日に、リリースされた、関ジャニ∞が歌うフジテレビ系ドラマ『知ってるワイフ 』の主題歌、「キミトミタイセカイ 」をKENJI0３が作詞/作曲/編曲で楽曲提供。2月16日発表の最新「オリコン週間シングルランキング」で初登場1位を獲得した。また、ボーカルディレクションとして参加したレコーディングの密着映像が、関ジャム 完全燃SHOWにて放送された。
  - 7月9日より、3日間にわたり、中国、上海で開催された大型イベント「BilibiliWorld 2021」日本特設会場からリモートライブ出演。
  - 7月30日に、BACK-ONの名付け親である、RIZE/The BONEZのJESEEと初コラボした楽曲「Kill the Beat feat.JESSE」を配信リリース。スポット映像として、2003年にJESSE立ち会いの元行われた、BACK-ON初レコーディングの秘蔵映像が初蔵出し公開された。
  - 11月23日に、恵比寿LIQUID ROOMにてONEMAN LIVE“2005-2021”を開催。BAReeeeeeeeeeNの「color」をライブ初披露した。
- 2022年
  - 1月15日に、『日清パワーステーション 』にて、日清食品 POWER STATION[REBOOT]に出演。
  - 3月16日に発売した、東方神起の日本初ミニアルバム「 Epitaph 」のタイトル曲「 Epitaph－for the future  」をKENJI03が作詞/作曲/編曲で楽曲提供。
  - 5月14日から、2日間に渡り『ZOZOマリンスタジアム 』にて開催された『バンダイナムコエンターテインメントフェスティバル 』に出演。イベントの為に、「where is the future?」をライブ初披露。最後にシークレットゲストでmisonoを呼び込み「with you feat.Me」が披露された。
  - 7月6日に、盟友でもある「FLOW 」とコラボレーションした配信シングル「NOT ENOUGH feat. FLOW」をリリース。
  - 8月3日に、活動初期にライブハウスで数多くのイベントで対バンし交流がある、「TOTALFAT 」とコラボレーションした配信シングル、「1994 feat. TOTALFAT 」をリリース。
  - 9月4日から放送開始の、倖田來未×湘南乃風が歌う、「仮面ライダーギーツ」主題歌「Trust・Last」をKENJI03が作曲、編曲で楽曲提供。2023年3月15日発表の最新「オリコン週間デジタルシングルランキング」で初登場1位を獲得。
  - 9月7日に、東京・『Spotify O-EAST 』にて、自身主催のイベント【Bring the Noise Vol.4】を開催。第一弾ゲストで、《FLOW》の出演が発表され、第二弾ゲストで、《TOTALFAT》の出演が発表された。これにより、BACK-ON、FLOW、TOTALFATの同時期に活動してきたバンド同士の、3マンライブが開催となり、コラボシングル2曲のライブ初披露された。シークレットゲストのJESSEとKill the Beat feat. JESSEも3人で初披露された。また、アンコールのセルリアン歌唱時に、FLOW、TOTALFAT、JESSEが再びライブに飛び入りし、BACK-ONの20周年を盛り上げるイベントとなった。
  - 10月30日に、マレーシア・クアラルンプールのZepp Kuala Lumpurで開催される、JAPAN x MALAYSIA Friendship Concert 2022に出演。
  - 11月7日に、BiSHの12ヶ月連続リリース第11弾「脱・既成概念」を、KENJI03、白濱亜嵐、SLAYの共作で楽曲提供。また、4月に初開催されたBiSH初の楽曲コンペにて選出された楽曲で、一般応募フォームから応募し純粋な楽曲選考を勝ち抜いて選曲された。
  - 12月15日に、発売された。テレビ番組水曜日のダウンタウン内の企画、モンスターラブにて、クロちゃんプロデュースのアイドルグループ都内某所のデビュー曲「クッキー」をKENJI03が作曲/編曲で楽曲提供。水曜日のダウンタウンにて、「クッキー」の楽曲制作密着シーンにはKENJI03も出演し放送された。
- 2023年
  - 7月2日に、仮面ライダーギーツの挿入歌。「Chair」を配信リリース。
  - 7月29日に、インディーズ時代から拠点としていた、渋谷Club Asiaにて「Bring the Noise Vol.5」開催。ゲストには、同じくインディーズ時代からClub Asiaを拠点としていた盟友「ROOKiEZ is PUNK'D」を迎える。
  - 9月3日に、「仮面ライダーガッチャード」の主題歌、「CHEMY×STORY」TVサイズを配信リリース。
  - 10月6日より配信開始されるアニメ「ガンダムビルドメタバース」の主題歌、｢ヒカリトカゼ｣を10月4日より配信リリース。ガンダムシリーズでは通算10曲目の楽曲提供となり、ガンダムシリーズに楽曲提供したアーティストでは最多。
  - 12月10日に、「仮面ライダーガッチャード」の主題歌、「CHEMY×STORY」フルサイズバージョンを配信リリース。
- 2024年
  - 1月7日放送の「仮面ライダーガッチャード」第17話より、主題歌「CHEMY×STORY」が、BACK-ON × FLOWバージョンに変更。同日の1月7日より、BACK-ON×FLOWの「CHEMY×STORY」のTVサイズが配信開始。
  - 1月7日より、毎週日曜あさ10時からガンダム45周年記念番組「ガンダムビルドメタバース」&「ガンダムビルドシリーズ」がテレ東6局ネットで地上波放送開始。「仮面ライダーガッチャード」、「ガンダムビルドメタバース」&「ガンダムビルドシリーズ」でBACK-ONの主題歌が『ニチアサ』時間帯にて、局またぎで異例の連続2曲放送。
  - 2月7日に開催された「超英雄祭」に出演。BACK-ONのTVサイズ版とBACK-ON×FLOWの「CHEMY×STORY」がライブで初披露。「CHEMY×STORY」を2曲続けて披露し本イベントのフィナーレを飾った。その他にBACK-ONとしては、「Chair」もイベント中盤に出演し披露。
  - 2月21日に制作発表された、「ガンダムブレイカー4」の主題歌に、BACK-ON×鈴木杏奈の「ReBreak」となる事が併せて発表され、YOUTUBE上に主題歌を使った、「ガンダムブレイカー4」のアナウンスメントトレーラーがアップされた。
  - 2月23日に大阪Yogibo HOLY MOUNTAINと3月16日に代官山UNITにて、「CHEMY & STORY」の発売を記念しての、リリースライブ開催。また、2月23日に大阪Yogibo HOLY MOUNTAINには、Meが出演しwith you feat.Meを披露。3月16日代官山UNITには、FLOWのKOHSHIとKEIGOがゲスト出演。
  - 5月17日2日間に渡り、ポーランドで開催される、「Magnificon Expo2024」にゲスト出演。
  - 5月26日から配信開始する、BACK-ON × Beverlyの「THE SKY'S THE LIMIT」が仮面ライダーガッチャードの新挿入歌として抜擢。
  - 6月1日より2日間に渡り開催された、「テイルズ オブ フェスティバル 2024」のDAY1に出演。
  - 6月29日より2日間に渡り開催された、「FLOW THE FESTIVAL 2024」のDAY1にシークレット出演し、CHEMY×STORYと映画 『仮面ライダーガッチャード　ザ・フューチャー・デイブレイク』のBACK-ON × FLOW 主題歌 「THE FUTURE DAYBREAK」をライブ初披露された。
  - 7月12日より、中国の上海にて3日間に渡り開催される、中国最大級イベント「Bilibili World 2024」DAY1にヘッドライナーとして出演。
  - 7月26日より、全国公開する映画 『仮面ライダーガッチャード　ザ・フューチャー・デイブレイク』の主題歌、BACK-ON × FLOWの「THE FUTURE DAYBREAK」が劇場公開日と同日配信開始。
- 2025年
  - 1月26日放送回、『仮面ライダーガヴ』第20話にて、TEEDAのソロ曲『Home town』が挿入歌として抜擢。『仮面ライダーギーツ』、『仮面ライダーガッチャード』、『仮面ライダーガヴ』のライダーシリーズに、3作連続でBACK-ON関連の楽曲が異例の抜擢。
  - 2月21日より期間限定上映開始の、Vシネクスト『仮面ライダーガッチャード GRADUATIONS』の主題歌として、「GRADUATIONS」が抜擢。公開日同日に配信リリース。
  - 2月05日に、横浜アリーナにて開催された、「超英雄祭2025」に出演。
  - 3月28日から3日間に渡り、台湾の高雄で開催された大型フェス「7-ELEVEN 高雄櫻花季（SAKURA FESTIVAL in Kaohsiung）」に出演。
  - 6月15日に、ぴあアリーナMMにて開催された、「FLOW THE FESTIVAL 2025」に出演。サポートベースとして、一夜限定でShun(TOTALFAT)が参加。
  - 9月23日大阪HOLY MOUNTAIN、10月12日代官山UNITにて、アニメ＆ゲーム主題歌に特化したワンマンライブ『ANIMANIA』を開催。

## ディスコグラフィ

### シングル
| 枚   | 発売日         | タイトル                                 | 規格                                | 規格品番                      |
| ---- | -------------- | ---------------------------------------- | ----------------------------------- | ----------------------------- |
| 1st  | 2006年6月7日   | Chain                                    | 12cmCD                              | CTCR-40233                    |
| 2nd  | 2007年6月6日   | BLAZE LINE/a day dreaming...             | 12cmCD                              | CTCR-40251                    |
| 3rd  | 2007年9月19日  | flower                                   | 12cmCD                              | CTCR-40261                    |
| 4th  | 2007年9月19日  | Butterfly                                | 12cmCD                              | CTCR-40267                    |
| 5th  | 2008年5月21日  | Sands of time                            | 12cmCD                              | CTCR-40276                    |
| 6th  | 2009年1月28日  | flyaway                                  | 12cmCD                              | CTCR-40285（通常盤）          |
| 6th  | 2009年1月28日  | flyaway                                  | 12cmCD                              | CTCR-40286（テイルズ オブ盤） |
| 7th  | 2010年1月27日  | ONE STEP! feat.mini/Tomorrow never knows | 12cmCD                              | CTCR-40293                    |
| 8th  | 2011年1月19日  | TELL ME                                  | 12cmCD                              | CTCR-40320                    |
| 9th  | 2011年2月9日   | with you feat.Me                         | 12cmCD                              | CTCR-40325（通常盤）          |
| 9th  | 2011年2月9日   | with you feat.Me                         | 12cmCD                              | CTCR-40324（テイルズ オブ盤） |
| 10th | 2011年8月17日  | Connectus and selfish                    | 12cmCD                              | CTCR-40334                    |
| 11th | 2012年5月9日   | Ice cream                                | 12cmCD                              | CTCR-40339                    |
| 12th | 2013年11月6日  | ニブンノイチ/INFINITY                    | 12cmCD                              | CTCR-40355                    |
| 12th | 2013年11月6日  | ニブンノイチ/INFINITY                    | 12cmCD+DVD                          | CTCR-40354                    |
| 12th | 2013年11月6日  | ニブンノイチ/INFINITY                    | 12cmCD+プラモデル                   | CTCR-40353                    |
| 13th | 2014年3月12日  | wimp ft. Lil' Fang (from FAKY)           | 12cmCD                              | CTCR-40358                    |
| 13th | 2014年3月12日  | wimp ft. Lil' Fang (from FAKY)           | 12cmCD+DVD                          | CTCR-40357                    |
| 13th | 2014年3月12日  | wimp ft. Lil' Fang (from FAKY)           | 12cmCD+プラモデル                   | CTCR-40356                    |
| 14th | 2014年7月30日  | Departure/STRIKE BACK                    | 12cmCD                              | CTCR-40365                    |
| 14th | 2014年7月30日  | Departure/STRIKE BACK                    | 12cmCD                              | CTCR-40364/B（FAIRY TAIL盤）  |
| 14th | 2014年7月30日  | Departure/STRIKE BACK                    | 12cmCD+DVD                          | CTCR-40363/B                  |
| 15th | 2014年12月17日 | セルリアン/Silent Trigger                | 12cmCD                              | CTZR-40369                    |
| 15th | 2014年12月17日 | セルリアン/Silent Trigger                | 12cmCD+DVD                          | CTCR-40368/B                  |
| 15th | 2014年12月17日 | セルリアン/Silent Trigger                | 12cmCD+プラモデル                   | CTCR-40367                    |
| 16th | 2024年2月7日   | CHEMY×STORY                              | 12cmCD                              | AVCD-61392                    |
| 16th | 2024年2月7日   | CHEMY×STORY                              | 12cmCD+DVD                          | AVCD-61391B                   |
| 16th | 2024年2月7日   | CHEMY×STORY                              | 12cmCD+オリジナルライドケミートレカ | AVCD-61390                    |

### 配信限定シングル
| 枚   | 発売日         | タイトル                                | 規格                   |
| ---- | -------------- | --------------------------------------- | ---------------------- |
| 1st  | 2014年4月2日   | BUZZ BOY                                | デジタル・ダウンロード |
| 2nd  | 2015年4月24日  | Dear Me                                 | YouTube限定配信        |
| 3rd  | 2015年5月20日  | リザレクション                          | デジタル・ダウンロード |
| 4th  | 2016年1月7日   | Mirrors                                 | デジタル・ダウンロード |
| 5th  | 2016年8月21日  | The Last One                            | デジタル・ダウンロード |
| 6th  | 2017年8月25日  | Carry on                                | デジタル・ダウンロード |
| 7th  | 2018年9月29日  | 黑色小丑 〜Clown〜                      | 中華圏限定配信         |
| 8th  | 2018年10月26日 | 夢想～Carry on～                        | 中華圏限定配信         |
| 9th  | 2021年7月30日  | Kill the Beat feat.JESSE                | デジタル・ダウンロード |
| 10th | 2021年8月27日  | WAVES                                   | デジタル・ダウンロード |
| 11th | 2021年9月24日  | SKY WALKER                              | デジタル・ダウンロード |
| 12th | 2021年10月29日 | Beyond sadness                          | デジタル・ダウンロード |
| 13th | 2022年7月6日   | NOT ENOUGH feat.FLOW                    | デジタル・ダウンロード |
| 14th | 2022年8月3日   | 1994 feat. TOTALFAT                     | デジタル・ダウンロード |
| 15th | 2023年7月2日   | Chair                                   | デジタル・ダウンロード |
| 16th | 2023年9月3日   | CHEMY×STORY TV size                     | デジタル・ダウンロード |
| 17th | 2023年10月4日  | ヒカリトカゼ                            | デジタル・ダウンロード |
| 18th | 2023年12月10日 | CHEMY×STORY Full size                   | デジタル・ダウンロード |
| 19th | 2024年1月7日   | BACK-ON×FLOW Ver. CHEMY×STORY TV size   | デジタル・ダウンロード |
| 20th | 2024年5月26日  | THE SKY'S THE LIMIT / BACK-ON × Beverly | デジタル・ダウンロード |
| 21st | 2024年7月26日  | THE FUTURE DAYBREAK / BACK-ON × FLOW    | デジタル・ダウンロード |
| 22nd | 2024年8月21日  | ReBreak（BACK-ON×鈴木杏奈名義）         | デジタル・ダウンロード |
| 23rd | 2025年2月21日  | GRADUATIONS                             | デジタル・ダウンロード |

### アルバム
| 枚  | 発売日         | タイトル           | 規格品番     | 規格品番   |
| 枚  | 発売日         | タイトル           | CD+DVD       | CD         |
| --- | -------------- | ------------------ | ------------ | ---------- |
| 1st | 2008年11月12日 | YES!!!             | ‐            | CTCR-14605 |
| 2nd | 2011年2月16日  | Hello World        | CTCR-14704/B | CTCR-14705 |
| 3rd | 2012年5月30日  | Good Job!!         | CTCR-14772/B | CTCR-14773 |
| 4th | 2014年10月1日  | RELOAD             | CTCR-14828/B | CTCR-14829 |
| 5th | 2016年3月2日   | PACK OF THE FUTURE | CTCR-14889/B | CTCR-14890 |
| 6th | 2021年11月10日 | Still B/O          | CTCR-96049/B | CTCR-96050 |

### ミニアルバム
| 枚  | 発売日         | タイトル       | 規格品番               | 備考                                    |
| --- | -------------- | -------------- | ---------------------- | --------------------------------------- |
| 1st | 2004年10月27日 | ADACHI TRIBE   | MTCH-1115              | 有限会社PSC。インディーズデビュー作品。 |
| 2nd | 2005年7月13日  | HERO           | FLYM-00001             | タワーレコード限定販売。                |
| 3rd | 2005年10月19日 | BABY ROCK      | CTCR-14447             | メジャーデビュー作品。                  |
| 4th | 2006年11月22日 | NEW WORLD      | CTCR-14502             | ‐                                       |
| 5th | 2015年10月30日 | DTM EP         | デジタル・ダウンロード | ‐                                       |
| 6th | 2018年2月21日  | NEW ERA        | デジタル・ダウンロード | ‐                                       |
| 7th | 2019年2月6日   | Chop Kick Turn | デジタル・ダウンロード | ‐                                       |
| 8th | 2020年1月22日  | rebirth        | デジタル・ダウンロード | ‐                                       |

### ベストアルバム
| 枚  | 発売日        | タイトル     | 規格                            | 規格品番    |
| --- | ------------- | ------------ | ------------------------------- | ----------- |
| 1st | 2017年9月27日 | AWESOME BEST | 12cmCD                          | CTCR-14926  |
| 1st | 2017年9月27日 | AWESOME BEST | 12cmCD+DVD                      | CTCR-14922  |
| 1st | 2017年9月27日 | AWESOME BEST | 12cmCD+Blu-ray Disc             | CTCR-14924  |
| 2nd | 2021年2月17日 | FLIP SOUND   |                                 |             |
| 2nd | 2021年2月17日 | FLIP SOUND   | 12cmCD+DVD+スマプラミュージック | CTCR-96014B |
| 2nd | 2021年2月17日 | FLIP SOUND   | 12cmCD+スマプラミュージック     | CTCR-96016  |

### コンピレーション・アルバム
| 枚  | 発売日        | タイトル                                  | 規格                   | 規格品番   |
| --- | ------------- | ----------------------------------------- | ---------------------- | ---------- |
| 1st | 2015年1月7日  | BACK-ONアニゲーソングコレクションアルバム | デジタル・ダウンロード | -          |
| 2nd | 2015年8月19日 | BACK-ON ライブセレクション2015            | デジタル・ダウンロード | -          |
| 3rd | 2016年3月2日  | PACK OF THE GAME COLLECTION               | CD                     | CTCR-14898 |

### 会場限定音源
| 枚  | 発売日 | タイトル                                     | 規格    |
| --- | ------ | -------------------------------------------- | ------- |
| 1st | 2002年 | Fighting Style / Music Riot                  | 12cmCD  |
| 2nd | 2003年 | Fighting Style / SOUL SHOUT                  | 12cmCD  |
| 3rd | 2011年 | Hello World 会場限定ツアーパンフレットDVD    | 12cmDVD |
| 4th | 2015年 | 『BACK-ON TOUR 2015』JAPAN TOUR 来場者特典CD | 12cmCD  |

## タイアップ一覧
| 発表年 | 曲名                                  | タイアップ | 初出                                                 |
| ------ | ------------------------------------- | --- | ---------------------------------------------------- |
| 2005年 | ヒカリサスホウ                        | OVA『MURDER PRINCESS』オープニングテーマ | 『Survive』                                          |
| 2006年 | Chain                                 | テレビ東京系アニメ『エア・ギア』オープニングテーマ | 「Chain」                                            |
| 2006年 | 鼓動                                  | テレビ東京系『Tokyo マヨカラ!』テーマソング | 「Chain」                                            |
| 2007年 | BLAZE LINE                            | テレビ東京系アニメ『アイシールド21』オープニングテーマ                                                                                                  | 「BLAZE LINE/a day dreaming...」                     |
| 2007年 | a day dreaming...                     | テレビ東京系アニメ『アイシールド21』エンディングテーマ                                                                                                  | 「BLAZE LINE/a day dreaming...」                     |
| 2007年 | flower                                | テレビ東京系アニメ『アイシールド21』エンディングテーマ                                                                                                  | 「flower」                                           |
| 2007年 | Colors                                | テレビ東京系『Tokyoマヨカラ!』テーマソング | 「flower」                                           |
| 2007年 | Butterfly                             | テレビ朝日系ドラマ『新宿スワン』主題歌 | 「Butterfly」                                        |
| 2008年 | Sands of time                         | テレビ東京系ドラマ『ケータイ捜査官7』エンディングテーマ曲 バンダイ「DX フォンブレイバー7」CMソング SoftBank「フォンブレイバー 815T PB」商品PVタイアップ | 「Sands of time」                                    |
| 2008年 | message for kidz                      | 「リトルワールド」CMソング | 「Sands of time」                                    |
| 2009年 | flyaway                               | PSP用ゲームソフト『テイルズ オブ ザ ワールド レディアント マイソロジー2』オープニングテーマ                                                             | 「flyaway」                                          |
| 2009年 | where is the future?                  | PSP用ゲームソフト『テイルズ オブ ザ ワールド レディアント マイソロジー2』エンディングテーマ                                                             | 「flyaway」                                          |
| 2009年 | Re:Start                              | PSP用ゲームソフト『テイルズ オブ ザ ワールド レディアント マイソロジー2』エンディングテーマ                                                             | 「flyaway」                                          |
| 2010年 | Tomorrow never knows                  | 「ダイドーブレンド & デミタス」CMソング | 「ONE STEP! feat.mini/Tomorrow never knows」         |
| 2011年 | TELL ME                               | 日本テレビ系『ハッピーMusic』1月POWER PLAY 「ららぽーと 福袋&バーゲン 2011」TVCMイメージソング。                                                        | 「TELL ME」                                          |
| 2011年 | with you feat.Me                      | PSP用ゲームソフト『テイルズ オブ ザ ワールド レディアント マイソロジー3』オープニングテーマ                                                             | 「with you feat.Me」                                 |
| 2011年 | 流れ星                                | PSP用ゲームソフト『テイルズ オブ ザ ワールド レディアント マイソロジー3』エンディングテーマ                                                             | 「with you feat.Me」                                 |
| 2011年 | We are...                             | 「アイムス 猫の里親探しプロジェクト」テーマソング テレビ朝日系「東北笑顔プロジェクトインフォマーシャル」テーマシング                                    | 『Hello World』                                      |
| 2012年 | Ice cream                             | テレビ朝日系バラエティー番組『今ちゃんの「実は…」』5月度エンディングテーマ 東宝配給映画『悪の教典』劇中歌                                               | 「Ice cream」                                        |
| 2012年 | Brand new story                       | GREEソーシャルゲーム『テイルズ オブ カード エボルブ』イメージソング                                                                                     | 『PACK OF THE GAME COLLECTION』                      |
| 2013年 | ニブンノイチ                          | テレビ東京系アニメ『ガンダムビルドファイターズ』オープニングテーマ                                                                                      | 「ニブンノイチ/INFINITY」                            |
| 2013年 | INFINITY                              | PS VITA版『ガンダムブレイカー』オープニングテーマ | 「ニブンノイチ/INFINITY」                            |
| 2014年 | wimp ft. Lil' Fang (from FAKY)        | テレビ東京系アニメ『ガンダムビルドファイターズ』オープニングテーマ                                                                                      | 「wimp ft. Lil' Fang (from FAKY)」                   |
| 2014年 | Around the world                      | 『SDガンダム GGENERATION FRONTIER』タイトル画面のBGM、CMソング                                                                                          | 「wimp ft. Lil' Fang (from FAKY)」                   |
| 2014年 | BUZZ BOY                              | UULAにて配信された『エリートヤンキー三郎』主題歌 | 『RELOAD』                                           |
| 2014年 | Departure                             | 2014年日本工学院CMソング | 「Departure/STRIKE BACK」                            |
| 2014年 | STRIKE BACK                           | テレビ東京系アニメ『FAIRY TAIL』オープニングテーマ | 「Departure/STRIKE BACK」                            |
| 2014年 | セルリアン                            | テレビ東京系アニメ『ガンダムビルドファイターズトライ』オープニングテーマ                                                                                | 「セルリアン/Silent Trigger」                        |
| 2014年 | Silent Trigger                        | PS3/PS VITA用ゲーム『ガンダムブレイカー2』オープニングテーマ                                                                                            | 「セルリアン/Silent Trigger」                        |
| 2015年 | リザレクション                        | 映画『新劇場版 頭文字D Legend2-闘走-』主題歌 | 『新劇場版 頭文字D Legend2 -闘争- SOUND COLLECTION』 |
| 2016年 | Mirrors                               | PS4/PS VITA用ゲーム『ガンダムブレイカー3』オープニングテーマ                                                                                            | 『PACK OF THE FUTURE』                               |
| 2016年 | The Last One                          | テレビ東京系アニメ『ガンダムビルドファイターズトライ アイランド・ウォーズ』主題歌                                                                       | 『AWESOME BEST』                                     |
| 2017年 | Carry on                              | テレビ東京系アニメ『ガンダムビルドファイターズ GMの逆襲』主題歌                                                                                         | 『NEW ERA』                                          |
| 2023年 | Chair                                 | テレビ朝日系『仮面ライダーギーツ』挿入歌 | 「Chair」                                            |
| 2023年 | CHEMY×STORY                           | テレビ朝日系『仮面ライダーガッチャード』主題歌 | 「CHEMY×STORY」                                      |
| 2023年 | ヒカリトカゼ                          | 『ガンダムビルドメタバース』主題歌 | 「ヒカリトカゼ」                                     |
| 2024年 | BACK-ON×FLOW Ver. CHEMY×STORY         | テレビ朝日系『仮面ライダーガッチャード』主題歌 | BACK-ON×FLOW Ver. 「CHEMY×STORY」                    |
| 2024年 | ReBreak                               | Nintendo Switch / PlayStation 5 / PlayStation 4 / STEAM 用ゲーム『ガンダムブレイカー4』主題歌                                                           | 「ReBreak」                                          |
| 2024年 | BACK-ON × Beverly THE SKY'S THE LIMIT | テレビ朝日系『仮面ライダーガッチャード』挿入歌 | BACK-ON × Beverly 「THE SKY'S THE LIMIT」            |
| 2024年 | BACK-ON × FLOW THE FUTURE DAYBREAK    | 映画『仮面ライダーガッチャード ザ・フューチャー・デイブレイク』主題歌                                                                                   | BACK-ON × FLOW 「THE FUTURE DAYBREAK」               |
| 2025年 | GRADUATIONS                           | Vシネクスト『仮面ライダーガッチャード GRADUATIONS』主題歌                                                                                               | 「GRADUATIONS」                                      |
| 2025年 | RERISE                                | 『ラングリッサー モバイル』七周年主題歌 | 「RERISE」                                           |

## 他アーティストへの提供曲
BACK-ON WORKS
- Kis-My-Ft2 - 「タビタチノウタ」、「Crush! Crush! Crush!」
- 倖田來未 - 「Poppin' love cocktail feat. TEEDA」、「Bring It On」、「Guess Who Is Back」
- 新里宏太 - 「HANDS UP!」、「Hold on」
- lol - 「fire!」、「ladi dadi」、「spank!!」、「sync」、「shhh...」、「ice cream」、「color of love」、「playback」、「Trigger」、「special love  」、「bring back」、「blaaaw」、「take me away」
- Dream5 - 「カラフルチューン」
- 浦島坂田船 - 「ユメミドリ」
- おめがシスターズ  - 「シンクロニティ」

TEEDA WORKS
※全てTEEDA名義で作詞
- 三代目J SOUL BROTHERS - 「What Is Your Secret?」テレビ朝日系ドラマ「フォレスト」主題歌
- timelesz - 「ワンアンドオンリー」Rap詞
- Travis Japan - 「Fly Higher」
- STARTO for you - 「WE ARE」(ラップパート作詞)
- KAT-TUN - 「Fly like a ROCKET」、「ユダ（上田竜也ソロ曲）」
- SPYAIR - 「B-THE ONE」
- SNUPER - 「BIG AIR」
- 100% - 「Promise you」、「Feel like a rocket」
- BOYFRIEND - 「CALL ME」
- RAINZ - 「Unstoppable」
- UP10TION - 「CHASER」、「LOSE MY SELF」、「BIGWAVE」
- 倖田來未 - 「HUSH」
- lol - 「nanana」、「JUST GO!!」、「love & smile」、「夢のムコウ」、「ワスレナイ」、「サヨナラの季節」、「あの風のなかで」、「look up!!」、「blaze」、「RAISE ME UP」
- SPICY CHOCOLATE - 「好きなのに 愛せない feat.hibiki &裂固」※hibikiパートを作詞
- 映画「すくってごらん」、劇中でのラップを作詞

KENJI03 WORKS
※作家名：Hi-yunk名義で作詞/作曲/編曲
- EXILE - 「AKANEGUMO」(作曲/編曲）、「RED PHOENIX」(作曲/編曲）、『DOWN TOWN TOKYO』（作曲/編曲）、『NEO UNIVERSE』（作曲/編曲）
- 東方神起 -「Epitaph－for the future」（作詞/作曲/編曲）、「ミラーズ」、「Hello」、「目隠し」(作曲/編曲）、「The Reflex」（作詞/作曲/編曲）、「T.R.H.M」（作詞/作曲/編曲）
- LiSA - 「Leopardess」[10]（作曲/編曲）
- SUPER EIGHT (関ジャニ∞) - 「キミトミタイセカイ」（作詞/作曲/編曲）2021年2月16日発表の最新「オリコン週間シングルランキング」で初登場1位を獲得。「LIFE GOES ON」（作詞/作曲/編曲）
- 倖田來未×湘南乃風-「Trust・Last」（作曲/編曲）「仮面ライダーギーツ」主題歌。2023年3月15日発表の最新「オリコン週間デジタルシングルランキング」で初登場1位を獲得。
- BiSH -「脱・既成概念」（作曲/編曲）
- 豆柴の大群都内某所 a.k.a. MONSTERIDOL - 「わんダーらんど」（作曲/編曲）、「イカサマダンス」（作曲/編曲）、「HiGH HOPES」（作詞/作曲/編曲）
- 豆柴の大群 - 「りロード」（作曲/編曲）、「MUST CHANGE」（作曲/編曲）、「MAMESHiBA ON THE STAGE」（作曲/編曲）、「MUST GO」（作曲/編曲）、「マラマーラ」（作詞/作曲/編曲）
- 都内某所 - 「クッキー」（作曲/編曲）、 「ハバナイスデーイ」（作曲/編曲）、「TONAi GiRL'S」（作詞/作曲/編曲）、「LiKE OR LOVE」（作詞/作曲/編曲）、「COTTON CANDY STORY」（作詞/作曲/編曲）、「Sweet Home」（作詞/作曲/編曲）、「ミステリアスパーティー」（作詞/作曲/編曲）
- ナオ・オブ・ナオ -「FLASH BACK」（作曲/編曲）
- Do As Infinity - 「紡ぎ」（作詞/作曲/編曲）
- GENERATIONS from EXILE TRIBE - 「Love is ?」（作曲/編曲）、「NOW or NEVER」（作曲/編曲）
- THE JET BOY BANGERZ - 「RAGING BULL」（作詞/作曲/編曲）
- NEWS - 「SuperSONIC」（作曲/編曲）
- PKCZ - 「GLAMOROUS (PKCZ® DubRock REMIX)」（編曲）
- EXILE SHOKICHI - 「Underdog」、「ROCKET DIVE」、「Y.L.S.S. Remix feat. PKCZ® & CRAZYBOY」（作曲/編曲）
- 超回転 寿司ストライカー The Way of Sushido - 「スシNo.1」、ニンテンドー3DS/Nintendo Switchソフト。（作詞/作曲/編曲）
- アニメ「錆色のアーマ−黎明−」挿入歌「Blue Eyes」（作曲/編曲）
- ONE LOVE ONE HEART - 「Glory Dayz」（作詞/作曲/編曲）
- Story of Love - 「PERFECT WORLD」（作曲）
- 倖田來未 - 「ChaO!!」、「Change my future」、「BRIDGET SONG」、「Stand by you」、「What's Up」、「Promise you」、「LIT」、「LIFE so GOOD!!」、「ALL RIGHT」、「All for you」、「Dangerous」、「WATCH OUT!! 〜DNA〜」、「心からi love you」 、「Eh Yo」、「for...」、「No One」（作曲/編曲）、etc....

## 参加作品
- CD作品

1. LUV GRAFFITI 2（2003年12月22日）
同V.Aに収録された「DREAMER」が、事実上BACK-ON初の流通音源。
2. OPTION presents STREAM Z J-LOUD（2004年10月27日）
3. STOP AIDS CLUB MOVEMENT（2004年11月22日）※TEEDA, KENJI03が1曲feat.参加
4. Survive（2005年6月8日）
Airstrike / ピンクフラミンゴMG / BACK-ON名義
「NUTS TRIBE」「ヒカリサスホウ」「Grab」の3曲が収録されており、「Grab」はBACK-ONのシングルやアルバムなどには未収録である。
5. EAST T.O.K.Y.O（2005年12月22日）
G・F・S名義 ※TEEDA, KENJI03が3曲feat.参加
「タネウマ☆ feat. Mr.Blistah, KENJI03, TEEDA, マシュー・バロン」のPVがCD EXTRAとして収録されている。
同作でKENJI03は、ボーカルではなくMCとして参加している。
6. 足跡（2008年10月1日）
BAReeeeeeeeeeN名義
7. 4 TIMES（2011年8月17日）
倖田來未の50枚目のシングルであり、収録曲「Poppin’love cocktail」はBACK-ONが作曲し、さらにTEEDAがフィーチャリングで、KENJI03がサビのコーラスで参加している。BACK-ONの10thシングル「Connectus and selfish」と同日発売である。
8. TRF TRIBUTE ALBUM BEST（2013年3月13日）
TRFの「Where to begin」をカバーで参加。
9. 雨のち晴れ（2013年7月24日）
SoulJa×KenJi03×河北麻友子名義
KENJI03名義でソロでは初のコラボ参加作品。MUSIC CLIPにはフジテレビ系番組「テラスハウス」に出演していた菅谷哲也が初主演として参加。
10. IA/03 -VISION-（2014年11月05日）
IA PROJECTから発売されたアルバムで、収録曲「憧憬〜DOUKEI〜」がボーカロイドのIAとのコラボレーション曲である[11]。
11. 新劇場版 頭文字D Legend2 -闘争- SOUND COLLECTION（2015年5月20日）
29曲目に｢リザレクション｣が収録。
12. 『ガンダムビルドシリーズ』10周年 BEST Collection（2023年11月29日）
13. 『仮面ライダーガッチャード CD-BOX』（2024年9月4日）

- Blu-ray、DVD作品

1. テイルズ オブ フェスティバル2009（2009年10月2日）
「flyaway」のライブ映像を収録。
2. テイルズ オブ フェスティバル2011（2011年5月29日）
「with you feat.Me」「flyaway」のライブ映像を収録。
3. Animelo Summer Live 2015 -THE GATE- 8.28 （2015年8月28日）
「ニブンノイチ」「セルリアン」のライブ映像を収録。

## ミュージックビデオ
| 監督         | 曲名                                                                   |
| 新宮良平     | 「ニブンノイチ」                                                       |
| 須永秀明     | 「Chain」「ONE STEP!feat.mini」「Sands of time」「flyaway」            |
| 高田弘隆     | 「with you feat.Me」                                                   |
| 多田卓也     | 「TELL ME」                                                            |
| tatsuaki     | 「Departure」                                                          |
| 田辺秀伸     | 「wimp ft.Lil'Fang (from FAKY)」                                       |
| 東京No.1     | 「STRIKE BACK」                                                        |
| yu-ya HARA   | 「Ice cream」                                                          |
| モリ○カツ    | 「BLAZE LINE」「GAKU-TEN」「NEW WORLD」「a day dreaming...」「flower」 |
| コヤマタイガ | 「DTM」「Mirros」「PACK OF THE FUTURE」                                |